# Línea 24 (TUC Pamplona)
| 24 | Merkatuko Zirkularra: Donibane ↔ Landaben Circular Mercadillo: San Juan ↔ Landaben |

La línea 24 del Transporte Urbano Comarcal de Pamplona (EHG/TUC) es una línea de autobús urbano que conecta los barrios de San Juan y Landaben, en Pamplona.
A lo largo de su recorrido conecta lugares importantes como el mercado de Ermitagaña, el parque Yamaguchi, la biblioteca y Filmoteca de Navarra, el Conservatorio Profesional de Música Pablo Sarasate, el Complejo Hospitalario de Navarra, el Polígono de Landaben y el Puente de Miluze.
Pese a ser circular, no está complementada por ninguna otra línea.
Actualmente, el recorrido de la antigua línea está sustituido por la línea 15.

## Historia
La línea, de número 24, abrió en abril de 2010 para interconectar los tres núcleos de Zizur Mayor.
En enero de 2011 se suprimió la línea 24, siendo sustituida en 2017 por una extensión de la línea 15.
En diciembre de 2012 se inauguraron dos nuevas líneas, la 24 y la 25. La 24 unía Landaben con San Juan, que además sustituía a la recién suprimida línea 13 entre San Jorge y Landaben.
El 13 de marzo de 2020 la línea suspendió su actividad hasta nuevo aviso por la suspensión del mercadillo de Landaben debido a la Pandemia de coronavirus de Wuhan

## Explotación

### Frecuencias
La línea está operativa todos los domingos de septiembre a junio. Estas son las frecuencias:
- Domingos de septiembre a junio: 25' (de 09:00 a 14:25)

### Recorrido
Todos los autobuses realizan todo el recorrido.

## Paradas
|  | Parada                            | Parada | Parada | Parada | Parada                           | Municipio | Correspondencia |  |
|  | --------------------------------- | ------ | ------ | ------ | -------------------------------- | --------- | --------------- |  |
|  | Avenida de Bayona nº30            |        | ■      |        | Baionako Etorbidea 30            | Pamplona  | 7 8 9 12        |  |
|  | Avenida de Bayona nº40            |        | ■      |        | Baionako Etorbidea 40            | Pamplona  | 7 12 19         |  |
|  | Calle Ermitagaña nº2              |        | ■      |        | Ermitagaña Kalea 2               | Pamplona  | 12 19           |  |
|  | Calle Ermitagaña (frente nº35)    |        | ■      |        | Ermitagaña Kalea (35aren parean) | Pamplona  | 12              |  |
|  | Calle Ermitagaña nº28             |        | ■      |        | Ermitagaña Kalea 28              | Pamplona  | 12 19           |  |
|  | Calle Ermitagaña nº46             |        | ■      |        | Ermitagaña Kalea 46              | Pamplona  | 19              |  |
|  | Calle Miluze (Calle Ermitagaña)   |        | ■      |        | Miluze Kalea (Ermitagaña Kalea)  | Pamplona  |                 |  |
|  | Polígono industrial de Landaben   |        | ■      |        | Landaben Industrialdea           | Pamplona  |                 |  |
|  | Avenida de Navarra nº3            |        | ■      |        | Nafarroako Etorbidea 3           | Pamplona  | 7 8 9 10        |  |
|  | Calle Monasterio de la Oliva nº25 |        | ■      |        | Olivako Monasterioa Kalea 25     | Pamplona  | 7 8 9           |  |
|  | Avenida de Bayona nº30            |        | ■      |        | Baionako Etorbidea 30            | Pamplona  | 7 8 9 12        |  |

## Antigua línea
| 24 | Zizur Nagusia ↔ Ardoi Zizur Mayor ↔ Ardoi |

### Frecuencias
La línea estaba operativa todos los días de lunes a sábado. Estas eran las frecuencias:
- Laborables: 30' (de 07:35 a 19:35)
- Sábados: 30' (de 09:05 a 15:50)

### Recorrido
Todos los autobuses realizaban todo el recorrido.

### Paradas
|  | Parada                                 | Parada | Parada | Parada | Parada                                            | Municipio   | Correspondencia |  |
|  | -------------------------------------- | ------ | ------ | ------ | ------------------------------------------------- | ----------- | --------------- |  |
|  | Calle Talluntze (Calle Erreniega)      |        | ■      |        | Talluntze Kalea (Erreniega Kalea)                 | Zizur Mayor |                 |  |
|  | Ronda San Cristóbal (frente nº120)     |        | ■      |        | San Kristobalaren Ingurubidea (120aren parean)    | Zizur Mayor | 18              |  |
|  | Ronda San Cristóbal (frente nº36)      |        | ■      |        | San Kristobalaren Ingurubidea (36aren parean)     | Zizur Mayor | 18              |  |
|  | Ronda San Cristóbal (Avenida Estella)  |        | ■      |        | San Kristobalaren Ingurubidea (Lizarra Etorbidea) | Zizur Mayor | 18              |  |
|  | Calle de Belascoáin nº2                |        | ■      |        | Beraskoaingo Kalea 2                              | Zizur Mayor | 15              |  |
|  | Calle de Belascoáin nº22               |        | ■      |        | Beraskoaingo Kalea 22                             | Zizur Mayor | 15              |  |
|  | Calle de Belascoáin (frente nº73)      |        | ■      |        | Beraskoaingo Kalea (73aren parean)                | Zizur Mayor | 15              |  |
|  | Calle de Belascoáin (Calle Saguesgaña) |        | ■      |        | Beraskoaingo Kalea (Saguesgaña Kalea)             | Zizur Mayor | 15              |  |
|  | Calle de Belascoáin (Calle Errotaxar)  |        | ■      |        | Beraskoaingo Kalea (Errotaxar Kalea)              | Zizur Mayor | 15              |  |
|  |                                        |        |        |        |                                                   |             |                 |  |
|  | Calle de Belascoáin (Calle Errotaxar)  |        | ■      |        | Beraskoaingo Kalea (Errotaxar Kalea)              | Zizur Mayor |                 |  |
|  | Calle de Belascoáin nº73               |        | ■      |        | Beraskoaingo Kalea 73                             | Zizur Mayor | 15              |  |
|  | Calle de Belascoáin (frente nº73)      |        | ■      |        | Beraskoaingo Kalea (73aren parean)                | Zizur Mayor | 15              |  |
|  | Calle de Belascoáin (Calle Ardoi)      |        | ■      |        | Beraskoaingo Kalea (Ardoi Kalea)                  | Zizur Mayor | 15              |  |
|  | Calle de Belascoáin (Plaza Artzarapea) |        | ■      |        | Beraskoaingo Kalea (Artzarapea Plaza)             | Zizur Mayor | 15              |  |
|  | Ronda San Cristóbal (Calle Idoia)      |        | ■      |        | San Kristobalaren Ingurubidea (Idoia Kalea)       | Zizur Mayor | 18              |  |
|  | Ronda San Cristóbal nº43               |        | ■      |        | San Kristobalaren Ingurubidea 43                  | Zizur Mayor | 18              |  |
|  | Ronda San Cristóbal nº75               |        | ■      |        | San Kristobalaren Ingurubidea 75                  | Zizur Mayor | 18              |  |
|  | Calle Talluntze (Calle Erreniega)      |        | ■      |        | Talluntze Kalea (Erreniega Kalea)                 | Zizur Mayor |                 |  |

## Tráfico
| Año  | Pasajeros | Variación |
| ---- | --------- | --------- |
| 2018 | 10 930    | ▲ 10,5%   |
| 2019 | 12 079    | ▲ 10,5%   |

## Futuro
No se prevén nuevas extensiones o modificaciones del servicio por ahora.